# Pere-Enric de Ferran i de Rocabruna
Pere-Enric de Ferran i de Rocabruna (Barcelona, 1865 – Brussel·les, 1919) fou un compositor de música català.
Rebé les primeres lliçons de composició del mestre Rodriguez Alcántara a Barcelona, completant els estudis amb el mestre Enric Morera. Va ser considerat una de les joves promeses del panorama musical de l'època modernista, i en les obres que va produir es va donar a conèixer com un artista destacat, distingint-se en el maneig de la instrumentació.
Entre les seves obres destaquen un Andante estrenat a Barcelona per l'orquestra Crikboom; les obres escèniques Las bodas de Camacho (llibret de Jacint Grau i Adrià Gual) i La Cegueta (llibret de Modest Urgell); el poema simfònic Le Soir (lletra del famós pintor belga Jean Delville), i Primavera, obra estrenada a Brussel·les el 1914.
Deixà editades les composicions: Primavera, Berceuse, Au Rosignol, Ofrena i Praeterita, i inèdites: Les amants de Palerme, òpera entres actes; Barnum, opereta; El Silfo, poema simfònic, i diverses cançons catalanes. El seu fons documental, amb partitures de més de 80 obres, està dipositat i catalogat a la Bibiloteca de Catalunya.

## Biografia

### Primers anys
Pere-Enric de Ferran i de Rocabruna (castellà: Pedro-Enrique, francès: Pierre-Henri) nasqué a Barcelona el 2 de juny de 1865 en el si d’una família benestant, influent i amb arrels nobiliàries.
El seu avi patern fou Andreu de Ferran i Dumont, advocat, fundador de l'Institut Agrícola Català de Sant Isidre. El seu pare, Ignasi Maria de Ferran era doctor en dret, catedràtic de dret i economia política, i acadèmic. La seva mare, Petra de Rocabruna i Jordà era filla del Baró d’Albi.
Quan Pere-Enric tenia cinc anys d’edat morí la mare Petra, i quan tenia quinze anys morí el pare Ignasi, quedant Pere-Enric sota la tutela del seu avi Andreu, qui va tenir una gran influència sobre Pere-Enric, particularment en dirigir i impulsar la seva educació.
De petit ja mostrà interès i admiració per la música, convertint-se en una afició que la família va reprimir, car consideraven que la música era una dedicació impròpia per a la posició social que ostentaven. L’avi-tutor va insistir per tal que Pere-Enric estudiés dret i esdevingués advocat com ho havien estat el seu pare i avi. Així doncs Pere-Enric seguí els designis familiars i cursà la carrera de dret, refrenant i postergant la seva vocació musical.
A finals del segle XIX es casà amb Francesca Finet i Pansas, que morí al cap de poc i de la qual no tingué fills. El 1901 es casà en segones núpcies amb Camila Sardà i Ballester, d’una família de Reus, amb qui tingué sis fills.
Pere-Enric de Ferran adoptà en la seva vida privada i familiar opcions considerades avantguardistes o extravagants per l’època, com el fet de seguir una dieta vegetariana, o fer prendre banys de sol nus als seus fills al terrat de casa.
Residí a Barcelona, Brussel·les, Reus i Madrid, i morí a Brussel·les el 1919.

### Carrera musical a Barcelona
Quan tenia 30 anys abandonà l’advocacia (sembla que no va exercir mai), i es bolcà apassionadament a estudiar música sota el mestratge de Melcior Rodríguez d’Alcàntara i d’Enric Morera. Va desenvolupar-se musicalment dins l’ambient del moviment artístic i musical modernista català, que floria a la Barcelona de finals del segle XIX i principis del XX.
El 1902 estrenà la seva primera obra, Andante per a instruments d’arc, al teatre Novedades de Barcelona, per la orquestra de la Societat Filharmònica de Barcelona, entitat que dirigia el violinista i pedagog belga Mathieu Crickboom, el qual fou una gran influència per a Pere-Enric, a l’igual que el també violinista Eugène Ysaÿe, mestre de Crickboom i col·laborador de la Societat Filharmònica. La premsa de l’època remarca la bona acollida que va rebre Andante per part del públic i crítica.

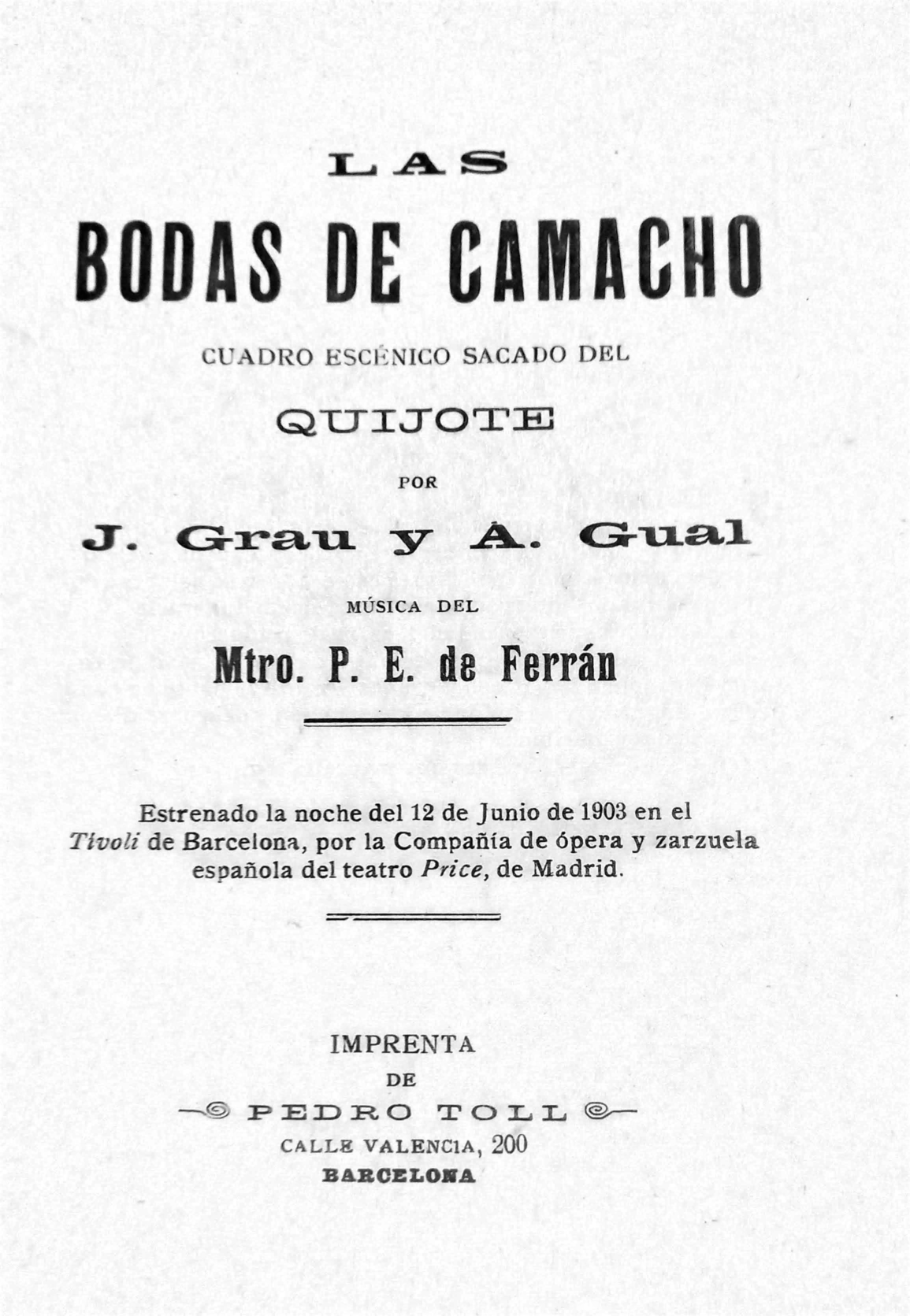
Portada del llibret de Las Bodas de Camacho, Barcelona 1903

L’any següent, 1903, s’estrenà al teatre Tívoli de Barcelona l’obra lírica Las Bodas de Camacho, amb música de Pere-Enric de Ferran i llibret de Jacint Grau i Adrià Gual, basat en un episodi del Quixot. Les crítiques en premsa remarquen molt favorablement la qualitat i factura de la música, i en destaquen particularment el preludi.
Entre el 1902 i el 1910, Pere-Enric de Ferran va posar música a diverses obres teatrals líriques, algunes d’elles emmarcades en el Teatre Líric Català d’Enric Morera, tals com La Núvia, lletra d'Adrià Gual, i L’Eterna Lluita, lletra d'Enric de Fuentes. A banda, estrenà el 1909 al Teatre Apolo de Barcelona l'obra La Canción de la Ninfa, amb lletra de d'Emilio Roig (pseudònim de Baldomer Gili i Roig).
També va compondre peces corals i cançons per a veu i piano. En totes aquestes peces hi trobem textos d’autors rellevants de l’època, com Apel·les Mestres, Modest Urgell, Jacint Grau, Emili Guanyabens, Jaume Massó, Enric de Fuentes, Paul Bourget i, molt particularment, l’autor i empresari teatral Adrià Gual, amb qui Pere-Enric col·laborà moltes vegades i amb qui l’unia una relació d’amistat.
Destaquen particularment les cançons amb acompanyament de piano A un Rossinyol, i el cicle de cinc peces: Ofrena, Praeterita, Et veig per tot, Amor! i Primaveral; algunes d’elles van ser publicades per les editorials Universo Musical i Casa Dotesio (antecessores de Unión Musical Española).
Paral·lelament, en aquest període Pere-Enric de Ferran va exercir ocasionalment la crònica i crítica musical per a alguns diaris de Barcelona.

### Brussel·les
El 1910, Pere-Enric de Ferran va decidir traslladar-se a Brussel·les amb la seva família. Tal com explicava el compositor en una entrevista, a Espanya no hi trobava l’ambient artístic i musical que necessitava per a les seves ambicions creatives; i opinava que a Bèlgica s’apreciava molt més l’art i la música que no pas a Espanya.
Probablement en aquesta decisió hi va influir el fet que dos dels seus mentors havien abandonat Barcelona: Mathieu Crickboom havia tornat a Bèlgica el 1904, i el 1909 Enric Morera havia marxat cap a L’Argentina. Tal com explica Camila, la filla gran del compositor, en les seves memòries, en la decisió hi va pesar també l’enrarit clima polític i social que vivia Barcelona, després dels fets de la Setmana Tràgica del 1909.
A Brussel·les començà a establir contactes i relacions per vehicular la seva activitat creativa; sens dubte rebé el suport de Mathieu Crickboom, ara professor del conservatori de Lieja, a qui dedicà la romança per a violí i piano Primavera, estrenada el 1914 al Théâtre de la Monnaie de Brussel·les, i publicada per Breitkopf & Härtel.
Una amistat molt rellevant fou el pintor simbolista i poeta belga Jean Delville, del qual el poema Le Soir Confidentiel fou musicat per Pere-Enric de Ferran en la que probablement és la seva obra més celebrada, el poema simfònic Crepúsculo (Le Soir), que al 1914 estava essent ultimat per a la seva prevista estrena a Brussel·les. Igualment encetà una col·laboració amb el poeta Maurice Boné de Villiers, amb un llibret del qual inicià la composició de la òpera Les amants de Palerme.
Simultàniament, mentre fou a Brussel·les exercí de corresponsal a Bèlgica per al diari barceloní La Vanguardia.

### Tornada a Espanya
A primers d’agost de 1914 esclatava la primera guerra mundial, l’exèrcit alemany entrava a Bèlgica i marxava cap a Brussel·les. Pere-Enric de Ferran decidí fugir precipitadament amb la família de retorn cap a Espanya, abans que les vies de comunicació quedessin tallades, emportant-se el màxim de treball musical que va poder transportar.
Mentre durà la guerra, Pere-Enric de Ferran s’instal·là a Reus, on comptà amb el suport de la família de la seva esposa (excepte uns primers mesos que va passar a Barcelona, i un curt període de residència a Madrid), alternant amb freqüents desplaçaments a Madrid, on s’havia introduït als mitjans artístics i musicals de la capital.
Va reprendre la seva activitat musical, i el 1915 presentà al Palau de la Música Catalana de Barcelona la romança per a violí i piano Primavera, que ja havia estrenat a Brussel·les el 1914; la mateixa peça fou presentada a l'hotel Ritz de Madrid el 1917, amb bona opinió de la crítica en ambdós casos.
La seva carrera musical culminà amb l’estrena el 1917 al Gran Teatro de Madrid, del poema simfònic Crepúsculo (Le Soir), amb lletra de Jean Delville, peça que la guerra havia impedit estrenar a Brussel·les. Interpretada per la orquestra Benedito i sota la direcció del mateix mestre Rafael Benedito, tingué una gran acollida. L’èxit es va reflectir en les ressenyes i crítiques musicals dels diaris de Madrid.
Va compondre algunes peces de piano sol, com Abril, dedicada a Andrés Segovia, inicià la composició de l'opereta Barnum amb llibret de Marc-Jesús Bertran Tintorer, encetà col·laboracions amb Enrique García Álvarez i Alfonso Hernández-Catá per a d'altres operetes, treballà en un poema simfònic sobre la poesia El Silfo de Victor Hugo, i continuà desenvolupant l’òpera Les amants de Palerme que havia començat a Bèlgica.

### Retorn a Brussel·les i mort
Acabada la guerra, i després d’esperar un temps prudencial per a què la situació a Bèlgica s’estabilitzés, Pere-Enric de Ferran va tornar a instal·lar-se a Brussel·les amb la seva família el juliol de 1919, i hi reprengué els contactes i la feina, amb certes dificultats inicials perquè durant la guerra el seu domicili de Brussel·les havia estat saquejat i s’havia perdut no sols aixovar domèstic sinó també documentació que hi quedà quan van fugir precipitadament.
Malauradament, el 6 de novembre de 1919, menys de quatre mesos després del retorn a Brussel·les, Pere-Enric de Ferran moria sobtadament a l’edat de 54 anys, víctima d’un infart. No va arribar a conèixer la seva filla petita Genoveva, que nasqué tan sols 8 dies després de la mort del seu pare.

### Llegat
Deixà inconcluses l’òpera Les Amants de Palerme, llibret de Maurice Boné de Villiers, la opereta Barnum, llibret de Marc-Jesús Bertran Tintorer, i el poema simfònic El Silfo sobre un poema de Victor Hugo.
El fet d’haver mort fora d’Espanya, on començava a ser reconegut i apreciat, i que la seva vídua decidís quedar-se a Bèlgica quan encara el país estava recuperant-se dels estralls de la guerra, feu que l’obra de Pere-Enric de Ferran deixés de ser programada i promocionada.
L’arxiu personal del compositor contenint el gruix de les partitures de les seves obres, fou custodiat durant més de 70 anys, primer per la seva vídua i després per les seves filles; fins que al 2005 l’arxiu es va transferir a la Biblioteca de Catalunya, on està completament inventariat i catalogat.

## Obres
Llista de les obres més rellevants de Pere-Enric de Ferran, amb indicació, si és el cas, de les dades de l'estrena i de la publicació.

### Orquestra simfònica
Crepúsculo (Le Soir)
Poema simfònic per a orquestra i veu (soprano).
Text de Jean Delville.
Estrenada al Gran Teatro de Madrid el 15 d'abril de 1917.
Orquestra Benedito.
Las Bodas de Camacho
Quadre escènic sobre un episodi d'El Quixot.
Llibret de Jacint Grau i Adrià Gual.
Estrenada al Teatre Tívoli de Barcelona el 12 de juny de 1903.
Companyia lírica del Teatro Price de Madrid.
La Canción de la Ninfa
Quadre escènic amb llibret de Baldomer Gili i Roig.
Estrenat al Teatre Apolo de Barcelona el 26 de juny de 1909.

### Orquestra de corda
Andante per a instruments d'arc
Estrenada al Teatre Novedades de Barcelona el 1902.
Orquestra de la Societat Filharmònica de Barcelona.
Direcció: Domènec Mas i Serracant.
Violí: Mathieu Crickboom.
Berceuse
Publicada el 1910 per Imprenta y Litografía Blasi, Barcelona.

### Violí i Piano
Primavera
Dedicada a Mathieu Crickboom.
Estrenada el 1914 al Théatre Royal de la Monnaie de Brussel·les, el 1915 al Palau de la Música Catalana de Barcelona, i el 1917 a l'Hotel Ritz de Madrid.
Publicada el 1913 per Breitkopf & Härtel, Brussel·les.

### Veu i piano
Au Rossignol
Lletra d'Emili Guanyavents.
Publicada el 1902 per Universo Musical, Barcelona.
Ofrena 
Lletra d'Enric de Fuentes.
Publicada el 1912 per Sociedad Anónima Casa Dotesio, Barcelona.
Praeterita
Lletra de Paul Bourget.
Publicada el 1912 per Sociedad Anónima Casa Dotesio, Barcelona.
Et veig per tot
Lletra d'Adrià Gual.
Amor!
Lletra d'Adrià Gual.
Primaveral
Lletra de Jaume Terri.
Tu pupila es azul
Lletra de Gustavo Adolfo Bécquer.
Dedicada a Antonio Tirabassi.

### Música coral
Cançó d'Agost
Lletra d'Apel·les Mestres.
Celístia
Lletra d'Emili Guanyavents.
Muntanyes
Lletra de Jaume Massó.
Muntanyes del Canigó

### Piano sol
Abril
Dedicada a Andrés Segovia.
Tendre Aveu
Vals.